# Festival national des arts populaires de Marrakech
Le Festival National des Arts Populaires du Maroc est une manifestation folklorique créée par le roi du Maroc Mohammed V en 1959. Ce festival a pour objectif la mise en lumière des traditions ancestrales de chaque région du pays à l’époque de la décolonisation. Cet événement se déroule chaque année durant l’été à Marrakech.

## Thème du festival
Le festival programme de la musique, de la danse traditionnelle et des chants de toutes les régions du Maroc.
Le festival se déroule dans toute la ville de Marrakech : la place Jemaa el-Fna, le palais El Badi, le palais Dar el Bacha, le théâtre Royal, les jardins de la Ménara, la place Sidi Youssef Ben Ali et la place du Harti.